# Рух за мир

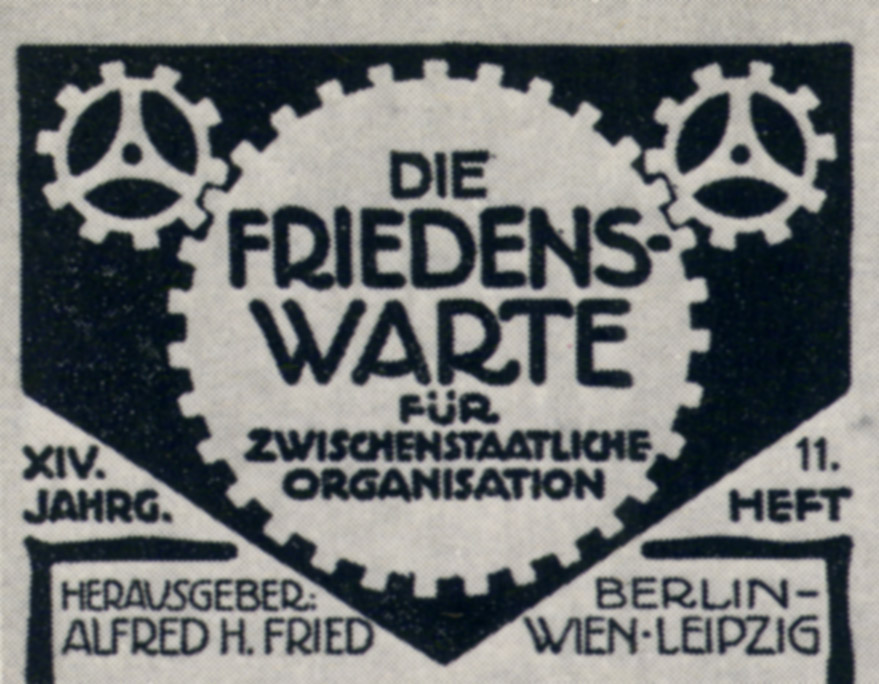
Обкладинка Die Friedens-Warte, німецького журналу руху за мир, випуск № 11, 1913 р.

Рух за мир — соціальний рух за припинення певної війни (або воєн) або мінімізація насильства між людьми в певному місці чи ситуації. Подібні рухи часто пов'язані з метою досягнення миру у всьому світі. Деякі з методів, які використовуються для досягнення цієї цілі, включають пропаганду пацифізму, ненасильницький опір, дипломатію, бойкоти, табори миру, етичне споживацтво, підтримку антивоєнних політичних кандидатів, підтримку законодавства про вилучення прибутків від державних контрактів для військово-промислового комплексу, заборону зброї, створення інструментів для відкритого уряду та прозорості влади, пряма демократія, підтримка інформаторів, які викривають військові злочини або змови з метою розв'язати війни, демонстрації та політичне лобіювання.

## Ідеали миру
Уявлення про те, що таке «мир», відрізняються, що призводить до появи ряду рухів, які шукають різні ідеали миру. Хоча «антивоєнні» рухи часто мають короткострокові цілі, рухи за мир виступають за постійний державну політику.
Часто незрозуміло, чи виступає рух чи окремий протест проти війни взагалі чи проти участі свого уряду у певній війні. Ця неясність (або довгострокова безперервність) була частиною стратегії тих, хто прагне покласти край війні, такій як війна у В'єтнамі.
Глобальні протести проти вторгнення США до Іраку на початку 2003 року є прикладом конкретного, короткострокового, слабко пов'язаного єдиного «руху», який складався з відносно розрізнених ідеологічних пріоритетів, починаючи від пацифізму до ісламізму та антиамериканізму.
Рух за мир характеризується переконанням, що люди не повинні вести війни чи брати участь в етнічних чистках через мову, расу чи природні ресурси, або брати участь в етичних конфліктах через релігію чи ідеологію. Противники війни переконані, що військова сила не дорівнює справедливості.
Рух за мир виступає проти розповсюдження небезпечних технологій і зброї масового знищення, зокрема ядерної зброї та біологічної війни. Багато активістів протестують проти експорту зброї (включаючи ручні кулемети та гранати) провідними економічними державами до країн, що розвиваються. Стокгольмський міжнародний інститут дослідження проблем миру висловив стурбованість тим, що штучний інтелект, молекулярна інженерія, генетика та протеоміка мають руйнівний потенціал. Рух за мир перетинається з неолуддизмом і примітивізмом, а також з основними критиками, такими як партії Зелених, Грінпіс і екологічний рух.

## Історія

### Мир і мир Божий
Першими масовими мирними рухами були «Мир Божий» (лат. Pax Dei, проголошений у 989 році на Соборі в Шарру) і Боже перемир'я, яке було проголошене у 1027 році. Мир Божий був ініційований єпископами як відповідь на посилення насильства проти монастирів після падіння династії Каролінгів. Рух був підтриманий на ряді наступних церковних соборів, включаючи Шарру (989 і бл. 1028), Нарбон (990), Лімож (994 і 1031), Пуатьє (бл. 1000) і Бурж (1038). Боже перемир'я намагалося стримувати насильство, обмежуючи кількість днів тижня та пори року, коли знать могла застосовувати насильство. Ці рухи за мир «заклали основу для сучасних європейських рухів за мир».

### Церкви миру

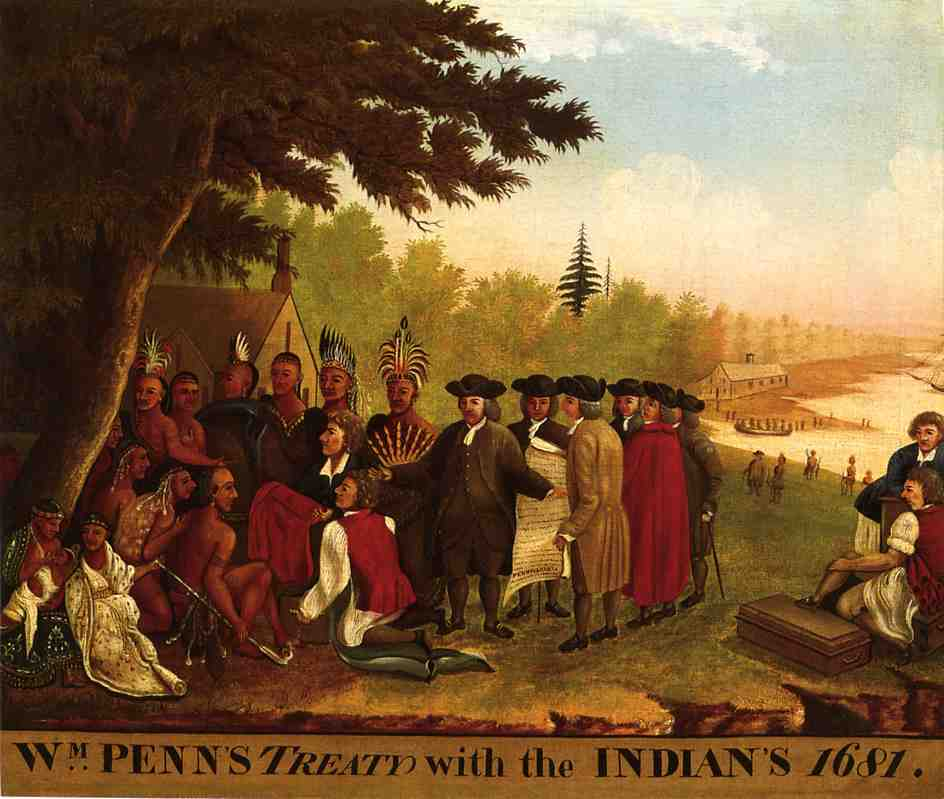
Пеннський договір (1847), Едвард Гікс

Реформація породила низку протестантських сект, починаючи з 16 століття, включно з мирними церквами. Головними серед цих церков були Релігійне товариство друзів (квакери), амішів, менонітів і Церква братів. Квакери були видатними прихильниками пацифізму, які відкидали всі форми насильства та прийняли пацифістську інтерпретацію християнства ще в 1660 році. Протягом війн XVIII століття, в яких брала участь Британія, квакери дотримувалися принципового зобов'язання не служити в армії чи ополченні та не платити альтернативний штраф у розмірі 10 фунтів.

### 18 століття
Основні рухи за мир 18-го століття були продуктом двох шкіл думки, які об'єдналися наприкінці століття. Один, що бере свій початок у секулярній епосі Просвітництва, пропагував мир як раціональну протиотруту світовим бідам; інший був частиною євангельського релігійного відродження, яке відіграло важливу роль у кампанії за скасування рабства. Представники першого були Жан-Жак Руссо (Extrait du Projet de Paix Perpetuelle de Monsieur l'Abbe Saint-Pierre, 1756); Іммануїл Кант у «Думках про вічний мир» і Джеремі Бентам, який запропонував створити мирну асоціацію в 1789 році. Одним із представників останнього був Вільям Вілберфорс; Вілберфорс вважав, що, дотримуючись християнських ідеалів миру та братерства, слід накласти суворі обмеження на участь Британії у французьких революційних війнах.

### 19 століття

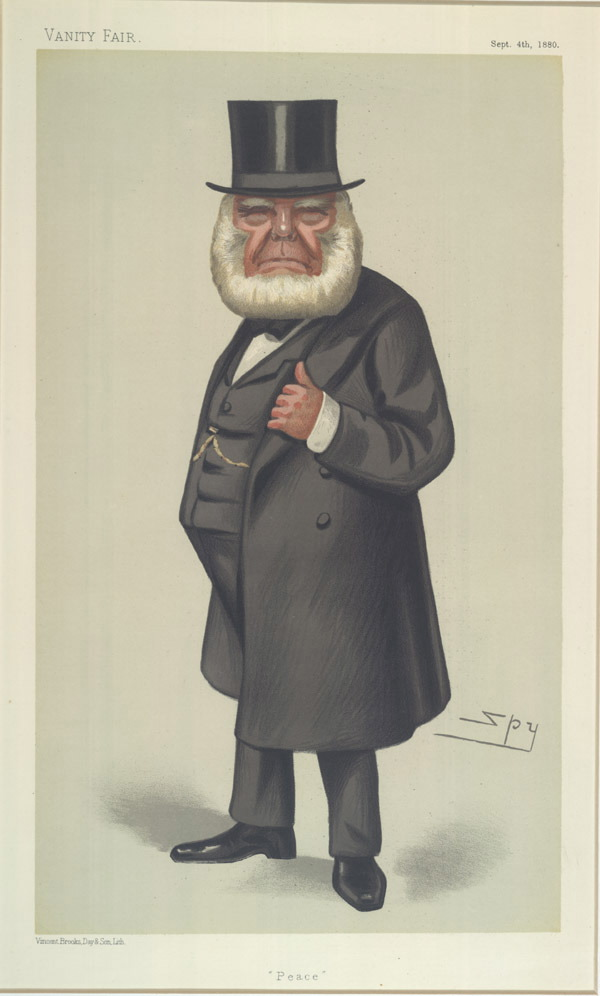
Шарж 1880 року на Генрі Річарда, видатного прихильника пацифізму

Під час наполеонівських війн (1793—1814 рр.) у Британії не було створено жодного офіційного мирного руху до припинення військових дій. Значний низовий рух за мир, оживлений універсалістськими ідеалами, виник через уявлення про те, що Британія воювала в реакційній ролі, і дедалі помітнішого впливу війни на добробут нації у вигляді вищих податків і втрат. Представники громадськості підписали шістнадцять мирних петицій до парламенту; відбулися антивоєнні та антипіттівські демонстрації, широко поширювалася література про мир.
Перші офіційні рухи за мир з'явилися в 1815 і 1816 роках. Першим рухом у Сполучених Штатах було Нью-Йоркське товариство миру, засноване в 1815 році теологом Девідом Лоу Доджем, а потім Массачусетське товариство миру. Групи об'єдналися в Американське товариство миру, яке проводило щотижневі зустрічі та випускало літературу, яка поширювалася аж до Гібралтару та Мальти, описуючи жахи війни та пропагуючи пацифізм на християнських засадах. Лондонське товариство миру, також відоме як Товариство сприяння постійному та загальному миру, було створено філантропом Вільямом Алленом у 1816 році для сприяння постійному, загальному миру. Протягом 1840-х років британські жінки створювали «Кола оливкового листя» з 15 до 20 осіб для обговорення та просування пацифістських ідей.
Вплив Лондонського товариства миру почав зростати в середині дев'ятнадцятого століття. Під керівництвом Еліху Берріта та Генрі Річарда товариство скликало перший Міжнародний конгрес миру в Лондоні в 1843 році. Конгрес поставив дві мети: досягнення ідеалу мирного арбітражу в справах націй і створення міжнародної інституції для його досягнення. Річард став штатним секретарем товариства в 1850 році; він обіймав цю посаду наступні 40 років і став відомим як «Апостол миру». Він допоміг забезпечити одну з перших перемог руху за мир, забезпечивши зобов'язання щодо арбітражу з боку Великих держав у Паризькій угоді (1856) наприкінці Кримської війни. У 1848 році в Брюсселі відбувся перший мирний конгрес на європейському континенті, охопленого соціальними потрясіннями; другий відбувся в Парижі через рік.
До 1850-х років ці рухи стали добре організованими у великих країнах Європи та Північної Америки, охоплюючи активістів середнього класу за межами діапазону попередніх релігійних зв'язків.
Підтримка руху у США зменшилася у період Громадянської війни та Кримської війни, але він почав поширюватися Європою та проникати в новостворені і соціалістичні рухи робітничого класу. У 1870 році Рендал Крімер створив Асоціацію миру робітників у Лондоні. Крімер і французький економіст Фредерік Пассі були батьками-засновниками Міжпарламентського союзу, першої міжнародної організації для арбітражного розгляду конфліктів, у 1889 році. Національна рада миру була заснована після 17-го Всесвітнього конгресу миру в Лондоні в липні та серпні 1908 року.
В Австро-Угорській імперії письменниця баронеса Берта фон Зуттнер (1843—1914) після 1889 року стала провідною фігурою руху за мир, опублікувавши свій пацифістський роман Die Waffen nieder! (Скласти зброю!). Книга вийшла 37 виданнями і перекладена 12 мовами. Вона допомогла організувати Німецьке товариство миру та стала відомою на міжнародному рівні як редактор міжнародного пацифістського журналу Die Waffen nieder!. У 1905 році вона стала першою жінкою, яка отримала Нобелівську премію миру.

### Магатма Ганді та ненасильницький опір

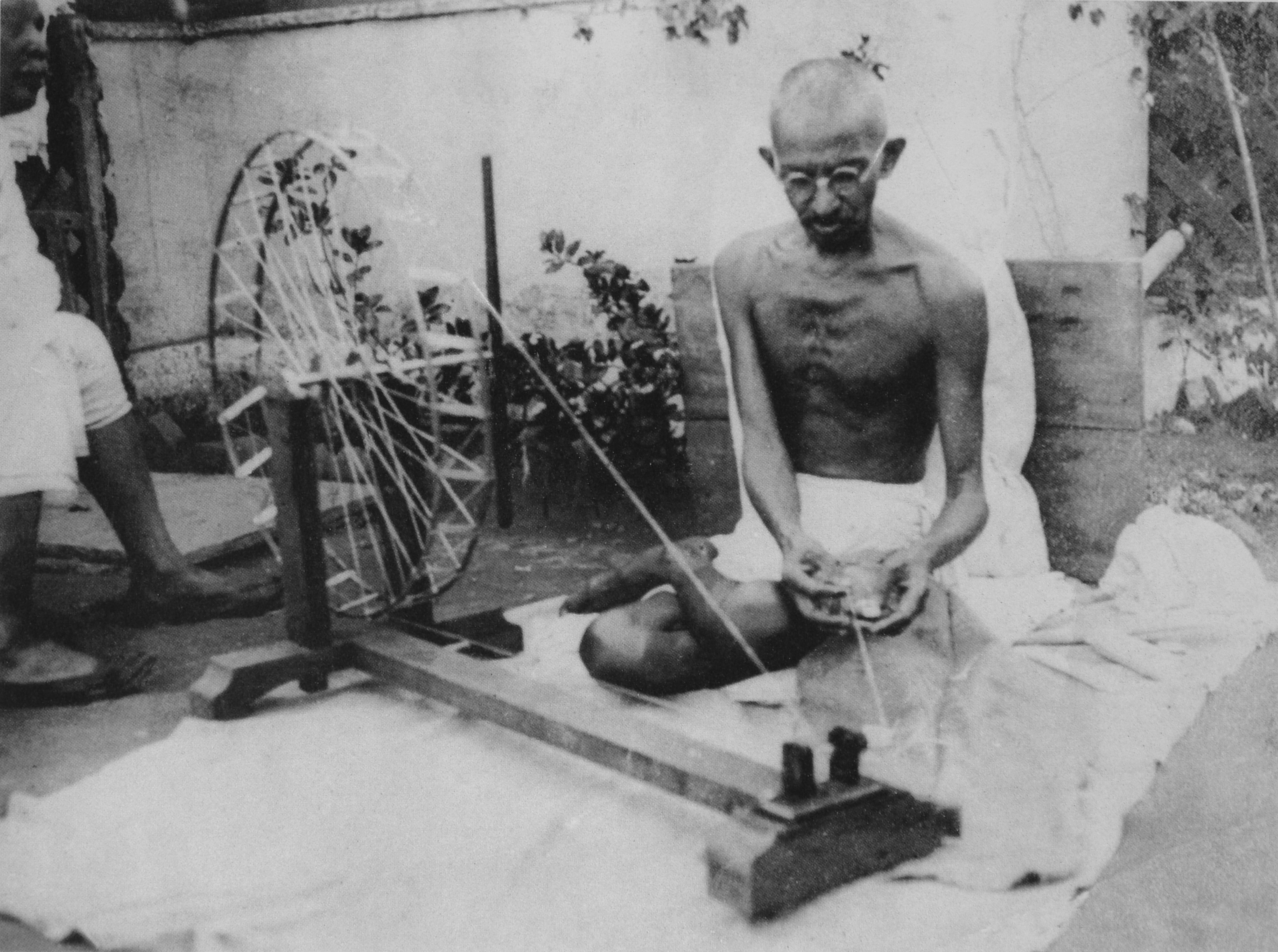
Магатма Ганді, лідер руху за незалежність Індії та прихильник ненасильницького опору

Магатма Ганді (1869—1948) був одним із найвпливовіших ораторів миру та відмови від насильства у 20-му столітті, і гандизм є сукупністю його ідей і принципів. Одним із найважливіших його понять є ненасильницький опір. За означенням, гандизм — не систематична позиція в метафізиці чи політичній філософії, а політичне кредо, економічна доктрина, релігійний світогляд, моральна заповідь і гуманітарний світогляд. Прагнення не систематизувати мудрість, а трансформувати суспільство, воно базується на вірі в доброту людської природи.
Ганді був першою людиною, яка застосувала принцип ненасильства у великих масштабах. Концепції ненасильства (ахімса) і неспротиву мають довгу історію в індійській релігійній і філософській думці, і зазнали низки відроджень в індуїстському, буддистському, джайністському, єврейському та християнському контекстах. Ганді пояснив свою філософію та спосіб життя в автобіографії «Історія моїх експериментів з істиною». Ганді заявляв: «Є багато справ, за які я готовий померти, але немає причин, за які я готовий убити».
Пізніше Ганді зрозумів, що високий рівень ненасильства вимагає великої віри та мужності, якими володіли не всі. Він порадив, що всім не потрібно суворо дотримуватися принципу ненасильства, особливо якщо воно є прикриттям для боягузтва: «Там, де є лише вибір між боягузтвом і насильством, я б порадив насильство».
Погляди Ганді піддалися критиці в Британії під час битви за Британію. У 1940 році він сказав британському народу: «Я хотів би, щоб ви склали зброю, яку ви маєте, оскільки вона була марною для порятунку вас чи людства. Ви запросите пана Гітлера та синьйора Муссоліні взяти те, що вони хочуть, із країн, які ви називаєте своєю власністю. … Якщо ці джентльмени вирішать зайняти ваші домівки, ви їх звільните. Якщо вони не дадуть вам вільного проходу, ви дозволите вбити себе, чоловіка, жінку та дитину, але ви відмовитеся бути їм вірними»

### Перша світова війна

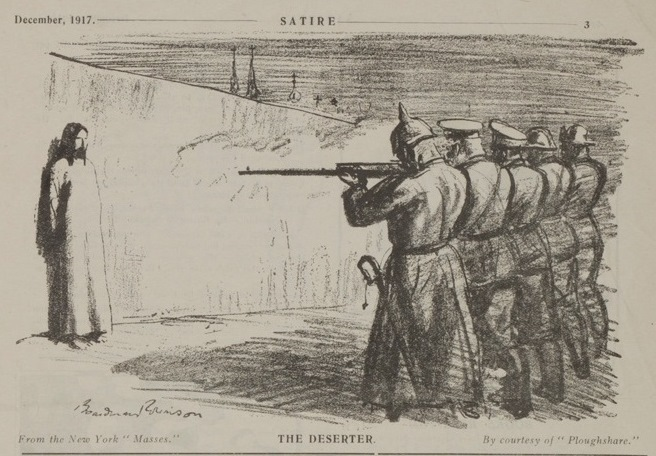
Дезертир (1916), Бордман Робінсон

Хоча початок Першої світової війни в Європі загалом зустріли з ентузіазмом, миротворчі групи активно засуджували війну. Багато соціалістичних груп і рухів були антимілітаристськими. Вони стверджували, що за своєю природою війна була видом державного примусу робітничого класу на користь капіталістичних еліт.

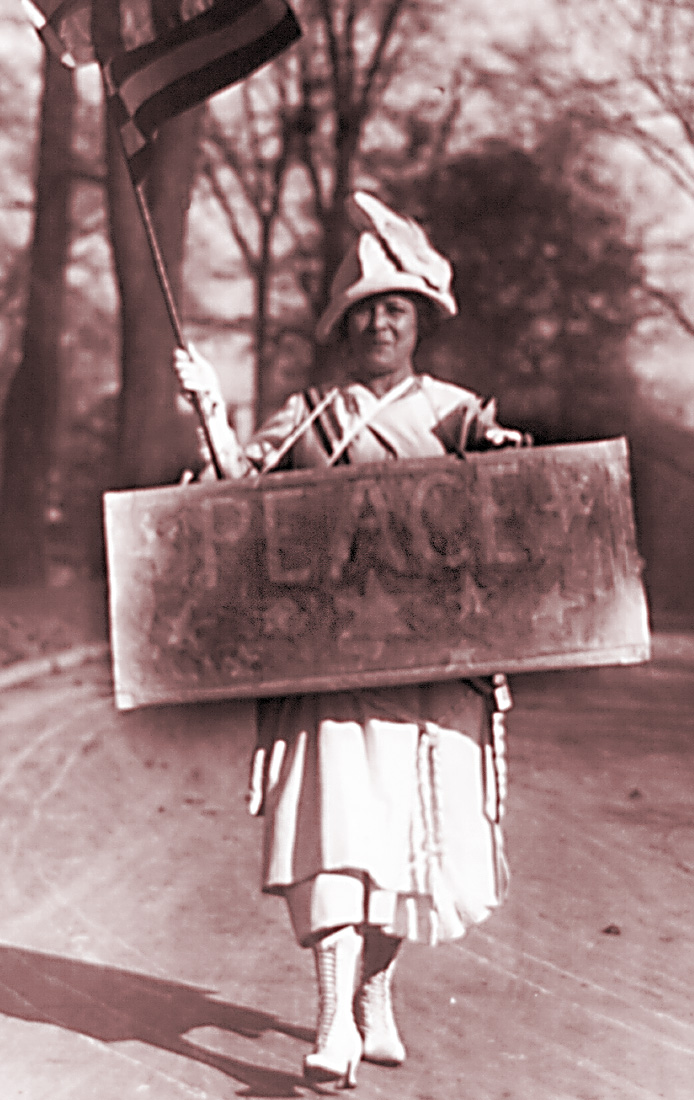
Учасниця мирних протестів часів Першої світової війни

У 1915 році британськими ліберальними лідерами було створено Товариство Ліги Націй для сприяння сильної міжнародної організації, яка могла б забезпечити мирне вирішення конфліктів. Пізніше того ж року в Сполучених Штатах була створена Ліга за примус до миру для досягнення подібних цілей. 28 вересня 1914 року Гамільтон Голт опублікував редакційну статтю «Шлях до роззброєння: практична пропозиція» в Independent (щотижневий журнал у Нью-Йорку). Редакційна стаття закликала міжнародну спільноту домовитися про арбітражне вирішення суперечок і гарантувати територіальну цілісність своїх членів, утримуючи військові сили, достатні для перемоги над силами тих, хто не є членом. Наступні дебати серед видатних інтернаціоналістів змінили план Голта, щоб тісніше узгодити його з пропозиціями Великої Британії, висунутими віконтом Джеймсом Брайсом, колишнім послом Великої Британії в США Ці та інші ініціативи були ключовими, що дало можливість створити Лігу Націй після війни. Окрім церков миру, групи, які протестували проти війни, включали Жіночу партію миру (стоворена у 1915 році, очолювана Джейн Аддамс), Міжнародний комітет жінок за постійний мир (ICWPP) (також організована у 1915 році), Американський союз проти мілітаризму, Братство примирення та Комітет служби американських друзів. Жаннет Ренкін (перша жінка, обрана до Конгресу) була прихильницею пацифізму та єдиною людиною, яка проголосувала «проти» вступу США в обидві світові війни.

#### Генрі Форд
Сприяння миру було основною діяльністю американського автовиробника та філантропа Генрі Форда (1863—1947). Він заснував фонд на 1 мільйон доларів для сприяння миру та опублікував численні антивоєнні статті та оголошення в сотнях газет.
За словами біографа Стівена Воттса, статус Форда як провідного промисловця сформував у нього світогляд, згідно з яким війна була марнотратною дурістю, яка гальмувала довгострокове економічне зростання. Сторона, яка програла у війні, як правило, зазнавала серйозних збитків. Особливо страждав малий бізнес, для відновлення якого потрібні роки. У багатьох газетних статтях він стверджував, що капіталізм повинен перешкоджати веденню війни, оскільки: «Якби кожна людина, яка виробляє виріб, робила все найкраще, що могла, найкращим чином за найнижчу можливу ціну, для комерціалістів світ був би утриманий від війни, не довелося б шукати зовнішні ринки, яких жадають інші товариші». Форд визнав, що виробникам боєприпасів подобаються війни, але він стверджував, що типовий капіталіст хоче уникати воєн, щоб зосередитися на виробництві та продажу того, що люди хочуть, наймати хороших працівників і отримувати стабільні довгострокові прибутки.
Наприкінці 1915 року Форд спонсорував і фінансував корабель миру в Європу, щоб допомогти покласти край вируючій світовій війні. Він привіз 170 миротворців; Джейн Аддамс була ключовою прихильницею, яка була занадто хворою, щоб приєднатися до нього. Форд домовлявся з президентом Вудро Вільсоном про місію, але не мав підтримки з боку уряду. Його група зустрілася з активістами миру в нейтральних Швеції та Нідерландах. Викликаючи численні глузування, Форд покинув корабель, щойно він прибув до Швеції.

### Міжвоєнний період

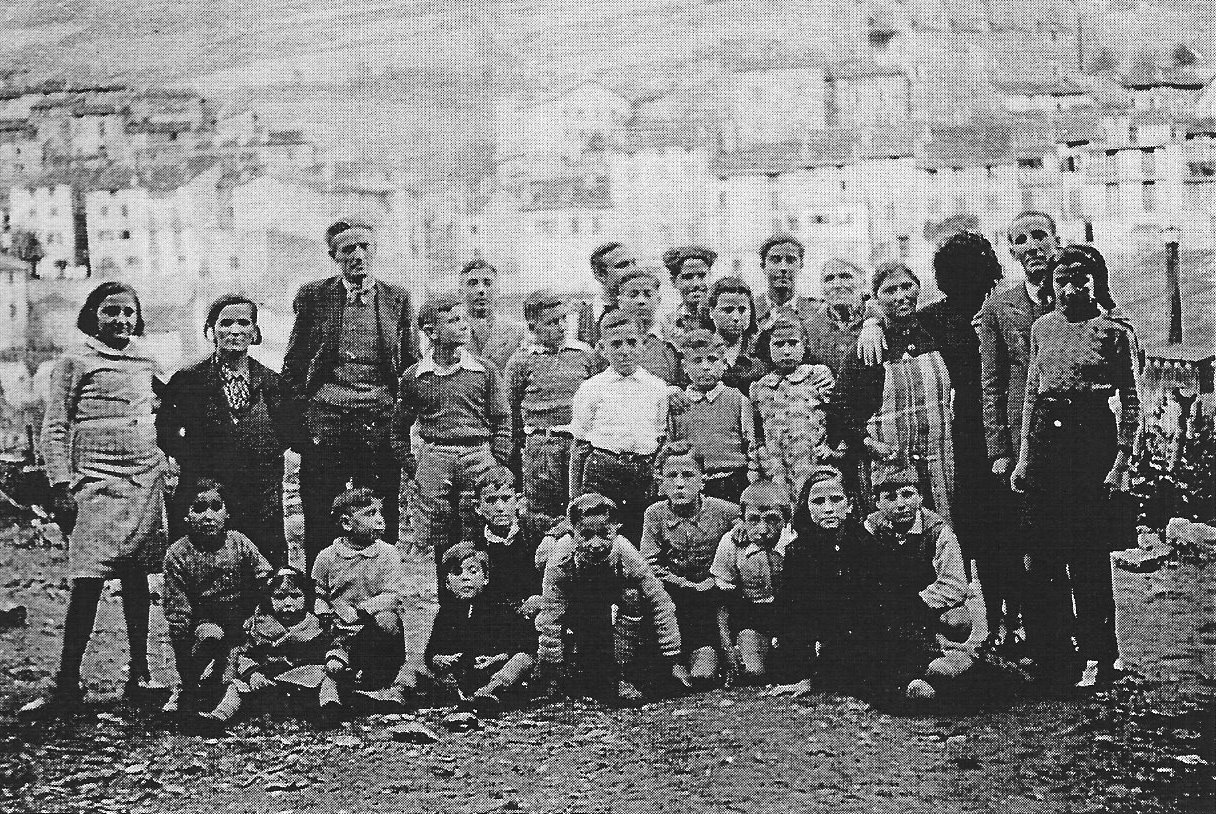
Біженці від громадянської війни в Іспанії в Міжнародному дитячому притулку захисників війни у французьких Піренеях

#### Організації
Величезні людські втрати під час Першої світової війни з так званих марних причин спричинили кардинальні зміни у ставленні суспільства до мілітаризму. Організації, сформовані в цей час, включали Інтернаціонал противників війни, Міжнародну жіночу лігу за мир і свободу, Рух «Більше ні війні» та Союз мирної клятви (PPU). Ліга Націй скликала кілька конференцій з роззброєння, наприклад Женевську конференцію. Вони досягли дуже мало. Проте Вашингтонська конференція 1921—1922 років успішно обмежила військово-морські озброєння великих держав протягом 1920-х років.
Міжнародна жіноча ліга за мир і свободу переконала Сенат США розпочати впливове розслідування про те, що військова промисловість і фінансисти Волл-стріт сприяли вступу Америки в Першу світову війну для покриття своїх фінансових інвестицій. Негайним результатом стала серія законів, що накладали нейтралітет на американський бізнес, якщо інші країни вступили у війну.

#### Романи і фільми
Пацифізм і відраза до війни були популярними настроями у 1920-х роках у Британії. Було опубліковано ряд романів і віршів про марність війни та вбивство молоді старими дурнями, зокрема «Смерть героя» Річарда Олдінгтона, "Все тихо на західному фронті " Еріха Марії Ремарка та «Клач хаос!» Беверлі Ніколс. Дебати в Оксфордському університеті 1933 року щодо запропонованої пропозиції про те, що «треба боротися за короля і країну», відобразили зміну настрою, коли ця пропозиція була відхилена. У 1934 році Дік Шеппард заснував Союз мирної клятви, відмовившись від війни та агресії. Популярною була також ідея колективної безпеки; замість відкритого пацифізму громадськість загалом демонструвала рішучість протистояти агресії за допомогою економічних санкцій і багатосторонніх переговорів.

#### Громадянська війна в Іспанії
Громадянська війна в Іспанії (1936—1939) стала серйозним випробуванням для міжнародного пацифізму, пацифістських організацій (таких як Інтернаціонал противників війни та Братство примирення) та таких осіб, як Хосе Брокка та Ампаро Поч. Ліві активісти призупинили свій пацифізм, щоб допомогти військовим зусиллям іспанського уряду. Невдовзі після закінчення війни Сімона Вейль (незважаючи на те, що добровільно пішла на службу на боці республіканців) опублікувала «Іліаду, або Поему сили», яку описували як пацифістський маніфест. У відповідь на загрозу фашизму такі пацифісти, як Річард Б. Грегг, розробили плани кампанії ненасильницького опору на випадок фашистського вторгнення або захоплення влади.

### Друга світова війна

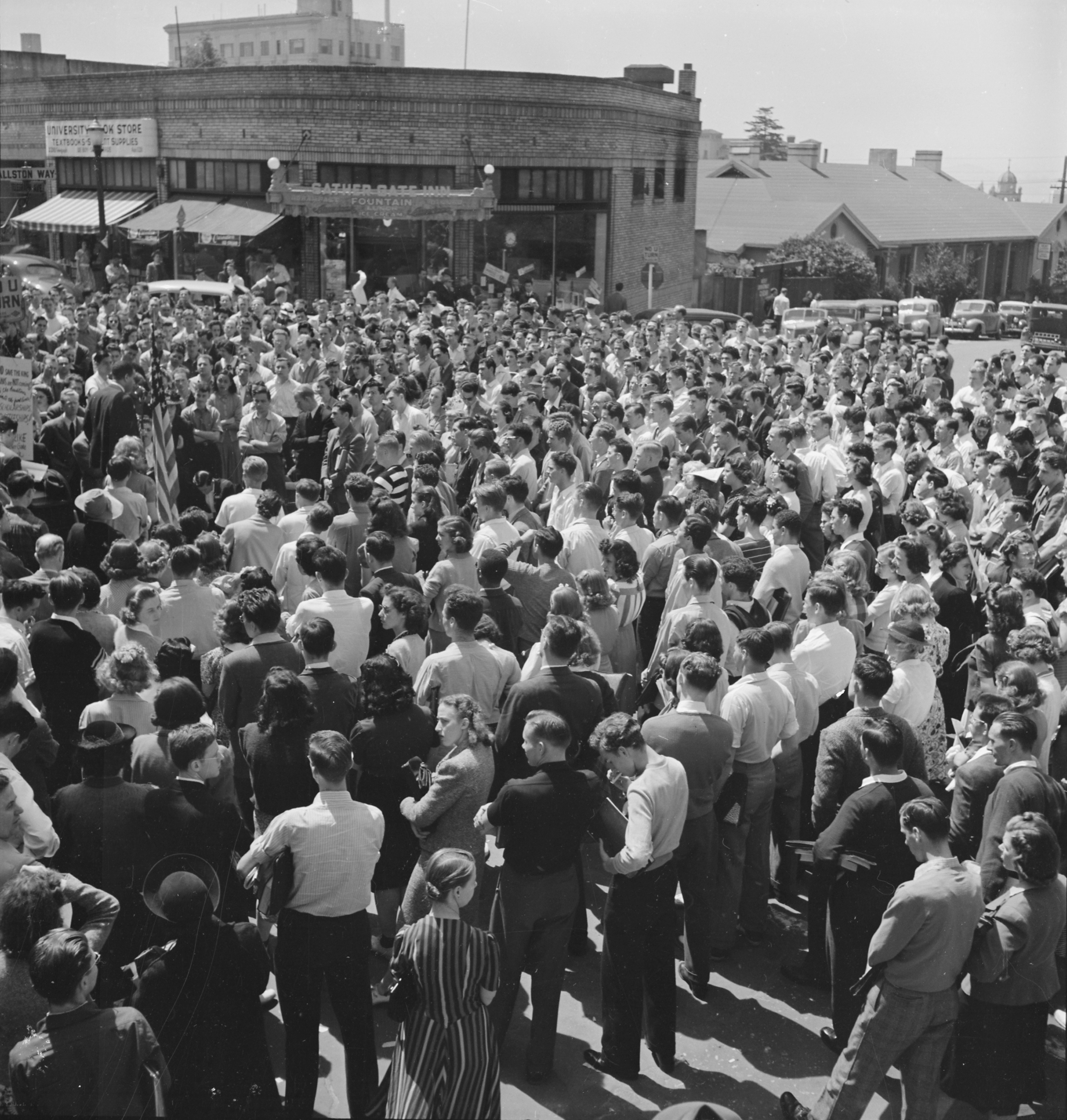
Мирний страйк у квітні 1940 року в Каліфорнійському університеті в Берклі

На початку Другої світової війни пацифістські та антивоєнні настрої в країнах, які постраждали від війни, впали. Однак контрольована комуністами американська мобілізація за мир припинила свою антивоєнну активність, коли Німеччина напала на Радянський Союз у 1941 році. Хоча основні ізоляціоністські групи, такі як Американський перший комітет, втартили популярність після японської атаки на Перл-Гарбор, ряд невеликих релігійних і соціалістичних груп продовжували виступати проти війни. Бертран Рассел сказав, що необхідність перемоги над Адольфом Гітлером і нацистами є унікальною обставиною, в якій війна не є найстрашнішим злом, і назвав свою позицію «відносним пацифізмом». Альберт Ейнштейн писав: «Я ненавиджу всі армії та будь-який вид насильства, але я твердо переконаний, що зараз ця ненависна зброя є єдиним ефективним захистом».
З пацифістами в нацистській Німеччині поводилися жорстоко. Німецький пацифіст Карл фон Осецький і норвезький пацифіст Олаф Кульман загинули в концтаборах. Австрійський фермер Франц Єгерштеттер був страчений у 1943 році за відмову служити у Вермахті.
Особи, які відмовлялися від військової служби через сумління, і ті, хто чинив опір військовим податкам, існували в обох світових війнах, і уряд Сполучених Штатів дозволив тим, хто щиро відмовлявся служити на небойових військових посадах. Проте учасники призову, які відмовлялися від будь-якої співпраці з військовими, часто проводили більшу частину кожної війни у федеральних в'язницях. Під час Другої світової війни пацифістські лідери, такі як Дороті Дей і Аммон Геннасі з католицького робітничого руху, закликали молодих американців не йти на службу в армію. Рухи за мир набули широкого поширення в усьому світі після Другої світової війни, і їхні раніше радикальні переконання тепер є частиною основного політичного дискурсу.

### Антиядерний рух

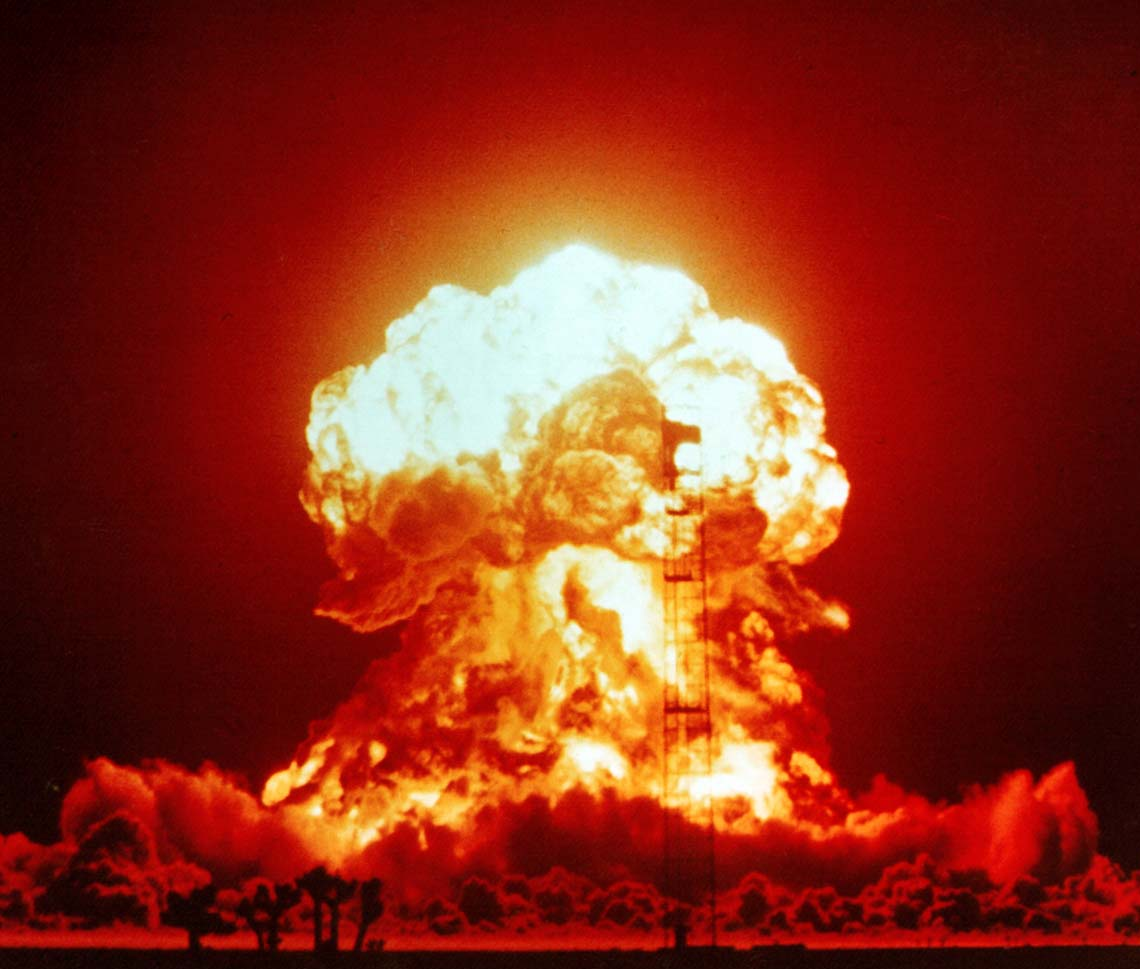
Ядерна вогняна куля під час випробування ядерної зброї США

У Японії виникли рухи за мир, які в 1954 році об'єдналися в Японську раду проти атомної та водневої бомб. Японська опозиція тихоокеанським випробуванням ядерної зброї була широко поширеною, і «за оцінками, було зібрано 35 мільйонів підписів під петиціями із закликом до заборони ядерної зброї».
У Сполученому Королівстві Кампанія за ядерне роззброєння (CND) провела інавгураційну публічну зустріч у Central Hall Westminster 17 лютого 1958 року, на якій були присутні п'ять тисяч людей. Після мітингу кілька сотень вийшли на демонстрацію на Даунінг-стріт.
Перший Олдермастонський марш, організований CND, відбувся на Великдень 1958 року. Кілька тисяч людей протягом чотирьох днів марширували від Трафальгарської площі в Лондоні до дослідницького центру атомної зброї поблизу Олдермастона в графстві Беркшир, щоб продемонструвати свою опозицію ядерній зброї. Марші в Олдермастоні тривали до кінця 1960-х років, коли десятки тисяч людей брали участь у чотириденних маршах.
Народна опозиція проти ядерної зброї призвела до прийняття резолюції Лейбористської партії про одностороннє ядерне роззброєння на партійній конференції 1960 року, але наступного року резолюція була скасована і не з'являлася на порядку денному пізніше. Цей досвід розчарував багатьох протестувальників проти ядерної зброї, які раніше покладали свої надії на Лейбористську партію.
Через два роки після створення CND президент Бертран Рассел пішов у відставку, щоб сформувати Комітет 100; комітет планував провести сидячі демонстрації в центрі Лондона та на ядерних базах у Великобританії. Рассел сказав, що демонстрації були необхідні, тому що преса стала байдужою до CND і широкомасштабні прямі дії можуть змусити уряд змінити свою політику. Сто видатних людей, багато з яких займалися мистецтвом, приєднали свої імена до організації. Велика кількість демонстрантів мала важливе значення для їхньої стратегії, але насильство з боку поліції, арешти й ув'язнення демонстрантів, а також превентивні арешти за змову зменшили підтримку. Хоча кілька видатних людей брали участь у сидячих демонстраціях (включно з Расселом, якого ув'язнили у віці 89 років), більшість зі 100 підписантів були бездіяльними.

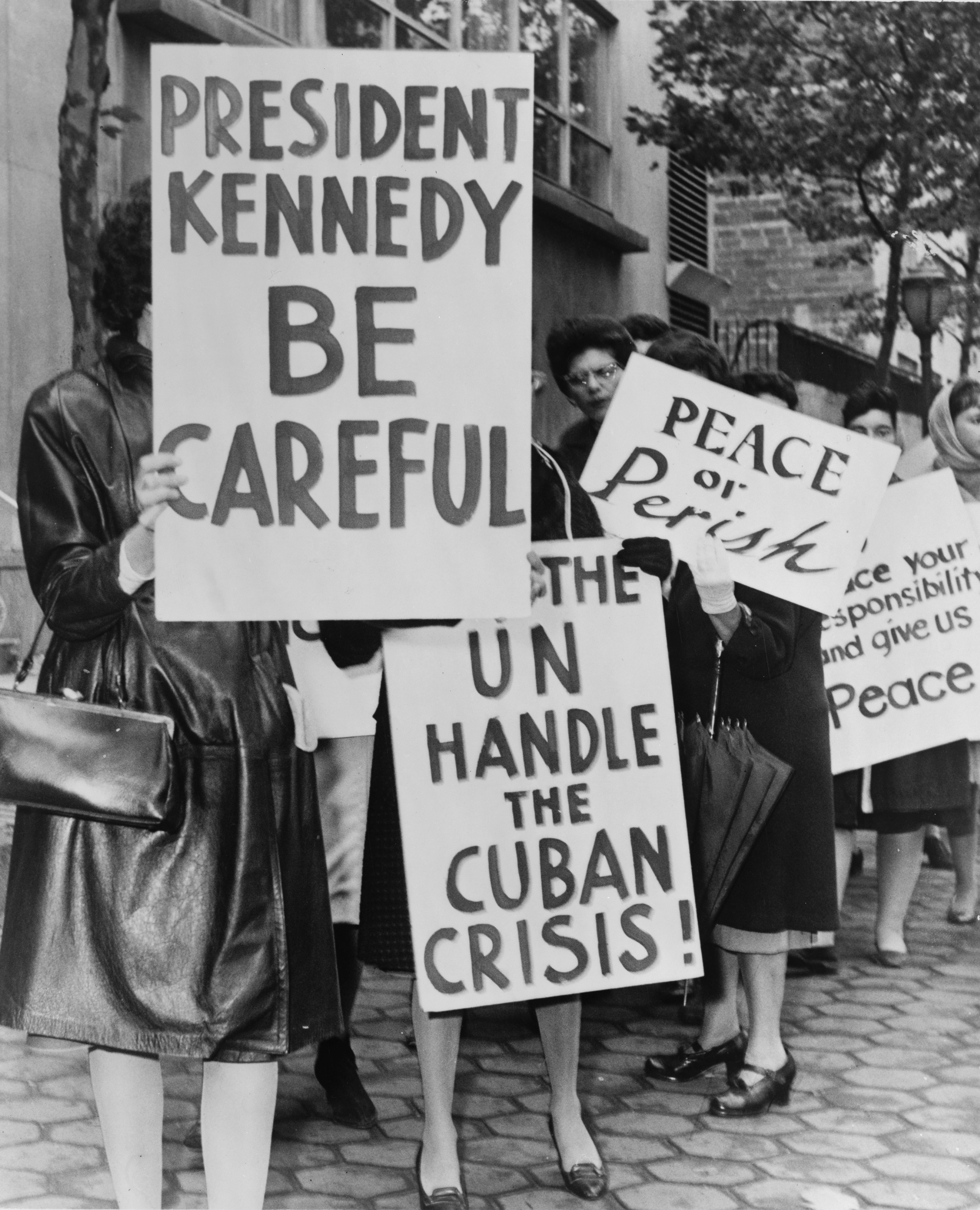
Учасниці жіночого страйку за мир під час кубинської ракетної кризи

Оскільки Комітет 100 мав неієрархічну структуру та формального членства, багато місцевих груп прийняли цю назву. Хоча це сприяло поширенню громадянської непокори, це породжувало політичну плутанину; у 1960-х роках ряд груп Комітету 100 протестували проти соціальних проблем, які безпосередньо не стосувалися війни та миру.
У 1961 році, у розпал холодної війни, близько 50 000 жінок, об'єднаних Жіночим страйком за мир, вийшли на марш у 60 містах Сполучених Штатів на демонстрацію проти ядерної зброї. Це був найбільший у столітті національний протест жінок за мир.
У 1958 році Лайнус Полінг та його дружина подали до Організації Об'єднаних Націй петицію, підписану понад 11 000 вчених, із закликом припинити випробування ядерної зброї. Дослідження молочних зубів 1961 року, співзасновником якого була доктор Луїза Райс, показало, що надземні ядерні випробування створюють значні ризики для здоров'я населення у вигляді радіоактивних опадів, які поширюються головним чином через молоко корів, які їли заражену траву. Тиск громадськості та результати досліджень призвели до мораторію на наземні випробування ядерної зброї, після чого був підписаний у 1963 році Джоном Ф. Кеннеді, Микитою Хрущовим і Гарольдом Макмілланом Договір про часткову заборону ядерних випробувань.

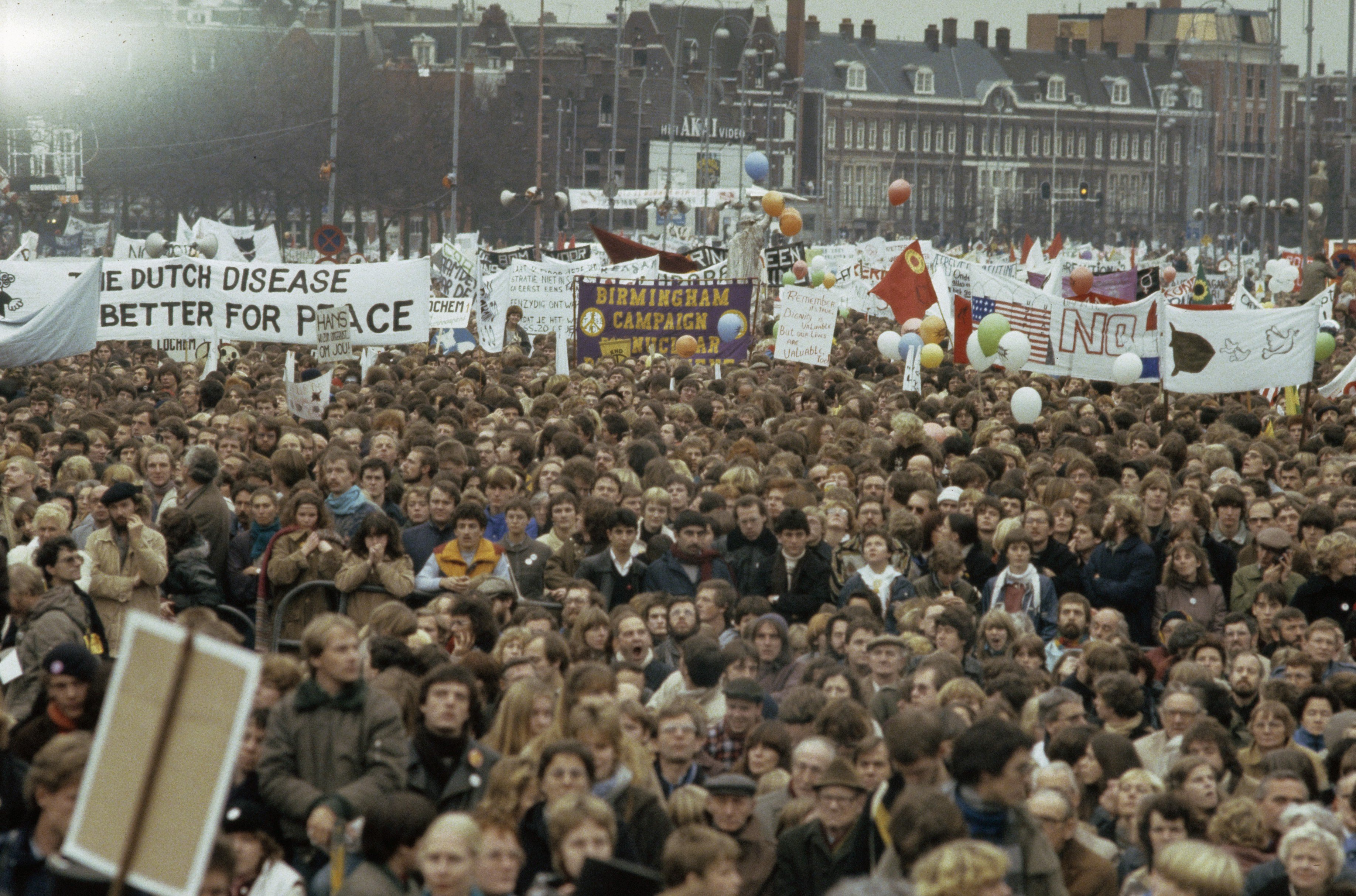
1981 рік — протест в Амстердамі проти розміщення в Європі ракет Pershing II

12 червня 1982 року мільйон людей вийшли на демонстрацію в Центральному парку Нью-Йорка проти ядерної зброї та за припинення гонки озброєнь часів холодної війни. Це був найбільший антиядерний протест і найбільша політична демонстрація в історії Америки. Протести до Міжнародного дня ядерного роззброєння відбулися 20 червня 1983 року в 50 містах США. У 1986 році сотні людей пройшли від Лос-Анджелеса до Вашингтона, округ Колумбія, під час Великого маршу миру за глобальне ядерне роззброєння. Протягом 1980-х і 1990-х років на полігоні в Неваді було проведено багато акцій протесту та таборів миру, присвячених дослідженню пустелі Невади.
1 травня 2005 року, через 60 років після атомних бомбардувань Хіросіми та Нагасакі, 40 тисяч протестувальників проти ядерної зброї та війни пройшли повз будівлю ООН у Нью-Йорку. Протест став найбільшим антиядерним мітингом у США за кілька десятиліть. У Великій Британії відбулися численні протести проти пропозиції уряду замінити застарілу систему озброєнь Trident на новіші ракети. У найбільших протестах взяло участь 100 000 осіб, і, згідно з опитуваннями, 59 відсотків громадян виступили проти цього кроку.
Міжнародна конференція з ядерного роззброєння, яка відбулася в Осло в лютому 2008 року, була організована урядом Норвегії, Ініціативою ядерної загрози та Інститутом Гувера. Конференція під назвою «Досягнення бачення світу, вільного від ядерної зброї» мала на меті досягти консенсусу між державами, які мають і не мають ядерної зброї, у контексті Договору про нерозповсюдження ядерної зброї. У травні 2010 року 25 000 людей (включаючи членів миротворчих організацій і тих, хто пережив атомне бомбування 1945 року) пройшли приблизно двокілометровим маршем від нижнього Мангеттена до штаб-квартири ООН, закликаючи до знищення ядерної зброї.

### Протести проти війни у В'єтнамі

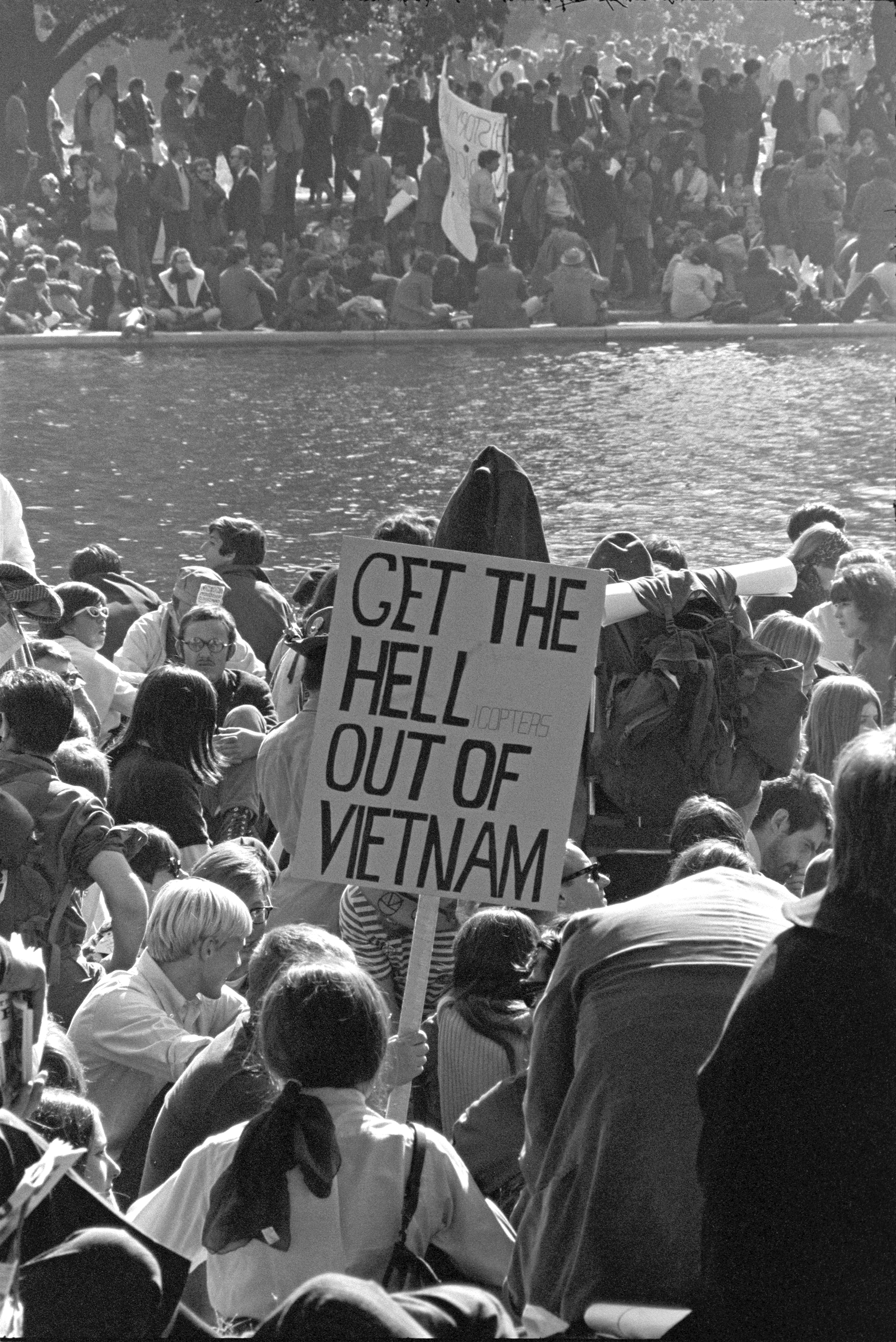
Протестувальники проти війни у В'єтнамі готуються до маршу до Пентагону 21 жовтня 1967 року.

Мирний рух проти війни у В'єтнамі почався в 1960-х роках у Сполучених Штатах, виступаючи проти участі США у війні у В'єтнамі. Дехто з учасників руху виступав за одностороннє виведення американських військ з Південного В'єтнаму.
Опозиція війні у В'єтнамі мала на меті об'єднати групи, які виступають проти антикомунізму, імперіалізму, капіталізму та колоніалізму США, такі як нові ліві групи та католицький робітничий рух. Інші, такі як Стівен Спіро, виступали проти війни на основі теорії справедливої війни.
У 1965 році рух почав набувати національного розголосу. Провокаційні дії поліції та протестувальників перетворили антивоєнні демонстрації в Чикаго на національному з'їзді Демократичної партії 1968 року в заворушення. Повідомлення в новинах про зловживання американських військових, такі як різанина в Мі Лаї 1968 року, привернули увагу (і підтримали) антивоєнний рух, який продовжував розширюватися протягом усього конфлікту.
Висока опозиція війні у В'єтнамі звернулася до вуличних протестів, щоб налаштувати політичну думку США проти війни. Протести набрали імпульсу через рух за громадянські права, який організувався, щоб виступити проти законів про сегрегацію. Вони підживлювалися зростаючою мережею підпільних газет і великими рок-фестивалями, такими як Вудсток. Опозиція війні перемістилася з кампусів коледжів у передмістя середнього класу, державні установи та профспілки.